# Rynkig vitriska
Rynkig vitriska (Lactarius pergamenus) är en svampart som först beskrevs av Olof Swartz, och fick sitt nu gällande namn av Elias Fries 1838. Lactarius pergamenus ingår i släktet riskor och familjen kremlor och riskor.   Inga underarter finns listade i Catalogue of Life.